# Râul Știuca, Timiș
Pâraul Știuca este un curs de apă afluent al râului Timiș. Izvoreste in comuna Stiuca, traverseaza padurea Olosagului si se revarsa in Raul Timis la est de Lugoj. 

## Hărți
- Harta județului Timiș